# Borkum
Borkum je dolnosaské město v severozápadním Německu, vzdálené asi 150 km severozápadně od Brém, a zároveň ostrov v Severním moři.
Na západě Borkum ohraničuje průliv Westerems (který zároveň tvoří hranici s Nizozemskem), na východě se nachází průliv Osterems (za ním leží nejbližší ostrovy Kachelotplate a Memmens), na sever se rozprostírá Severní moře, na jihu potom odděluje ostrov od pevninského Německa Waddenské moře. Jedná se o největší a nejzápadnější z Východofríských ostrovů.
Ostrov byl vytvořen roku 1863 ze dvou dříve samostatných ostrovů, které oddělovala mělčina. Tento šev mezi západní (Westland) a východní (Ostland) částí se nazývá Tüskendör.

Umístění ostrova

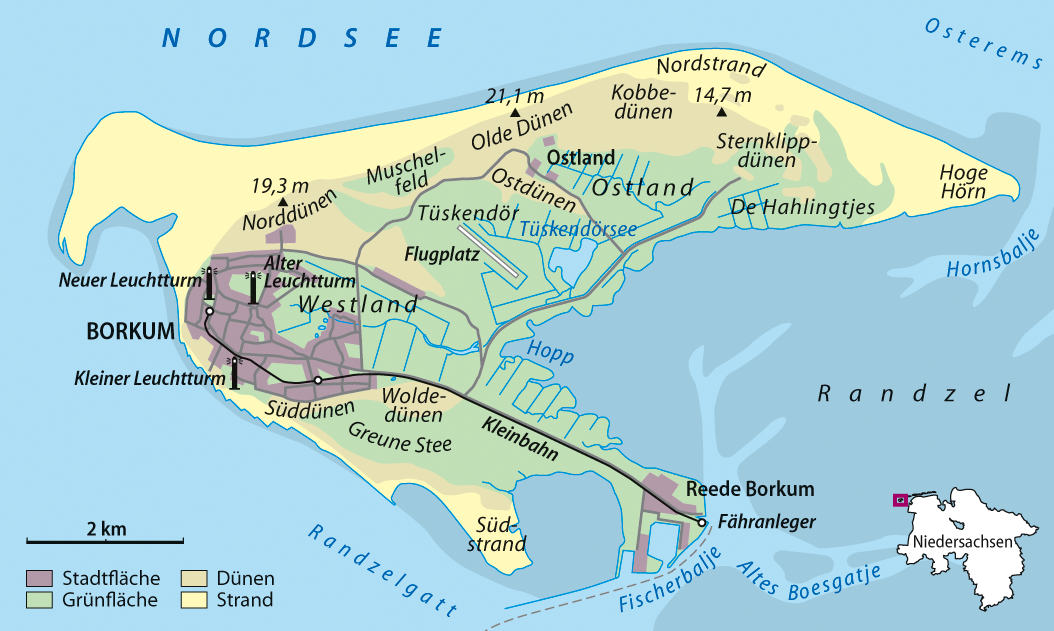
Mapa ostrova

## Doprava
Ostrov částečně tvoří pěší zónu, mimo sezónu je jízda aut povolena všude. Na Borkum je možné cestovat z německého Emdenu a nizozemského Eemshavenu.